# ChievoVerona Valpo
La Società Sportiva Dilettantistica ChievoVerona Valpo, meglio nota come ChievoVerona Valpo e in passato come Fimauto Valpolicella, è stata una società calcistica italiana con sede legale a Verona. Dalla stagione 2017-2018 ha rappresentato ufficialmente il settore femminile dell'Associazione Calcio ChievoVerona. Nella stagione 2018-2019, al termine della quale ha dichiarato di rinunciare all'iscrizione ai campionati femminili, ha militato in Serie A, la massima serie del campionato italiano femminile di calcio.

## Storia

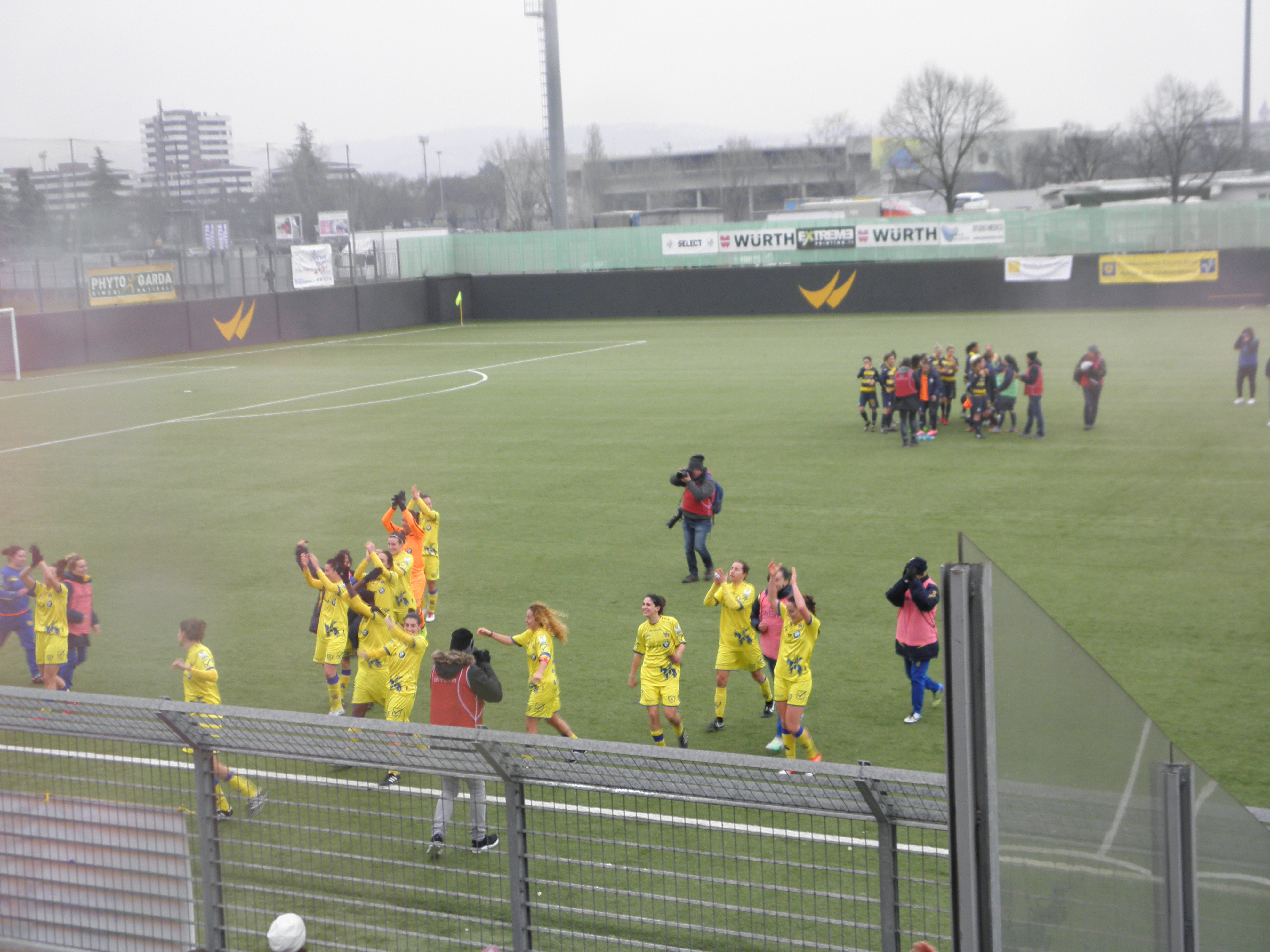
La festa delle calciatrici del Fimauto Valpolicella (in primo piano) dopo la vittoria nel derby contro l' del 17 febbraio 2018.

Nata come sezione femminile dell'U.S. Carianese Calcio, dopo diversi anni di partecipazione ai campionati regionali veneti, nella stagione 2006-2007 ha conquistato la promozione in Serie B. Nell'estate 2010 la sezione di calcio femminile è stata scissa dalla U.S. Carianese ed è nata la A.S.D. Valpo Pedemonte C.F.
Nel campionato di Serie A2 2012-2013 ha conquistato il primo posto e la promozione nella massima serie, prima volta della società veneta. Dopo essere rimasta una sola stagione nel massimo campionato italiano femminile di calcio, al termine della stagione 2016-2017 termina nuovamente al primo posto della classifica del suo girone acquisendo il diritto di iscrizione alla Serie A.
La stagione 2012-2013 è caratterizzata da una campagna acquisti indirizzata a un salto di qualità, concretizzatesi con la conquista della prima posizione del Girone B con 52 punti, 9 in più del Südtirol secondo classificato, con 16 vittorie su 20 partite e nessuna sconfitta, aggiudicandosi lo storico passaggio alla Serie A.
La stagione 2013-2014, campionato al quale la società si iscrive con la denominazione Fimauto Valpolicella integrando lo sponsor principale, si rivela complicata anche in ragione della riforma della struttura dell'intero campionato femminile che prevede 6 retrocessioni. La squadra riesce a essere competitiva riuscendo a raggiungere la decima posizione in classifica che le valgono l'accesso ai play-out: nello spareggio del 17 maggio 2014 giocato in casa contro il Como 2000, le carianesi non riescono a superare le lariane che si aggiudicano per 2-0 lo scontro diretto, retrocedendo in cadetteria dopo solo un anno di permanenza in A.
Nella 2013-2014 la società dà inizio al suo legame con il club maschile del Chievo, allenandosi al Bottagisio Sport Center.
Il 31 luglio 2017, dopo aver conquistato la promozione in Serie A con la vittoria del girone C della Serie B, viene ufficializzata l'affiliazione con il Chievo del presidente Luca Campedelli, che acquisisce il 51% delle quote del Fimauto Valpolicella, diventando così socio di maggioranza: dalla stagione 2017-2018 il Fimauto Valpolicella rappresenta ufficialmente il settore femminile della squadra clivense. Il Valpolicella ha poi spostato la sede legale da Pedemonte di San Pietro in Cariano, in provincia di Verona, a Verona.
Nell'estate 2018 la società si è iscritta al campionato di Serie A come S.S.D. ChievoVerona Valpo. Nonostante la salvezza ottenuta sul campo, dopo l'annuncio dell'interruzione del rapporto con il Chievo, il Valpo ha rinunciato all'iscrizione ai campionati per la stagione 2019-2020.

## Colori e simboli

Logo del club maschile del Chievo, adottato dal club femminile tra il 2017 e il 2019.
Logo secondario usato nella stagione 2018-2019, che affianca quello del Chievo e rimanda ai colori sociali originari della società.

## Allenatori
Di seguito l'elenco di allenatori del ChievoVerona Valpo.
- 2005-2006  Cavazza

...
- 2007-2009  Antonietta Formisano
- 2009-2010  Vittorino Fiorio (1ª-8ª)
 Laura Ferrari (9ª-18ª)
- 2010-2011  Andrea Baldin
- 2011-2013  Federico Agresti
- 2013-2014  Antonietta Formisano
- 2014-2016  Paolo Fracassetti
- 2016-2017  Paolo Fracassetti (1ª-24ª)
 Diego Zuccher (25ª-26ª)
- 2017-2018  Diego Zuccher
- 2018-2019  Diego Zuccher (1ª-10ª)
 Emiliano Bonazzoli (11ª-22ª)

## Palmarès
- Campionato italiano di Serie A2: 1

2012-2013
- Campionato italiano di Serie B: 1

2016-2017